# NGC 3940
NGC 3940 este o galaxie eliptică situată în constelația Leul. A fost descoperită în 26 aprilie 1785 de către William Herschel. Se află la o distanță de 92,4 de megaparseci de Pământ.